# Tulbaghia aequinoctialis
Tulbaghia aequinoctialis är en amaryllisväxtart som beskrevs av Friedrich Welwitsch och John Gilbert Baker. Tulbaghia aequinoctialis ingår i släktet Tulbaghia och familjen amaryllisväxter.

## Underarter
Arten delas in i följande underarter:
- T. a. aequinoctialis
- T. a. monantha